# Ophiodiscus
Ophiodiscus is een geslacht van zeeanemonen uit de klasse van de Anthozoa (bloemdieren).

## Soorten
- Ophiodiscus annulatus Hertwig, 1882
- Ophiodiscus sulcatus Hertwig, 1882